# 石川一郎 (ジャーナリスト)
石川 一郎（いしかわ いちろう、1957年9月8日 - ）は、日本のジャーナリスト、実業家である。テレビ東京ホールディングス代表取締役社長、テレビ東京代表取締役社長、日本民間放送連盟副会長。

## 経歴・人物

### 日本経済新聞社時代
神奈川県横浜市生まれ。聖光学院高等学校を経て、1980年3月一橋大学社会学部卒業後、同年4月に日本経済新聞社に入社。
日本経済新聞入社後は経済・政治畑で新聞記者として活動。2003年3月から3年間、日本経済新聞名古屋支社編集部長を務める。
2006年3月に日本経済新聞東京本社編集局次長兼政治部長に就く。
2007年3月から日本経済新聞東京本社編集局次長在職のまま、東京本社版夕刊編集長と論説委員に就任。その後、2011年3月に日本経済新聞社執行役員となり、2012年3月に常務取締役、2015年3月に専務取締役にそれぞれ昇任。

### BSテレ東・テレビ東京社長
2016年に日本経済新聞社からテレビ東京へ転籍し、テレビ東京ホールディングス専務取締役、BSジャパン代表取締役社長、テレビ東京取締役にそれぞれ就任。BS在任中には六本木への社屋移転（2016年11月）やBSテレ東への社名変更（2018年10月）を経験。
2020年6月18日付にて小孫茂の後を受けてテレビ東京ホールディングス並びにテレビ東京第11代代表取締役社長に就任。2021年日本民間放送連盟副会長、日本経済新聞社取締役、テレビ大阪取締役、プレミアム・プラットフォーム・ジャパン監査役、日本新聞協会理事。

#### 新型コロナ対策と『WBS』繰り上げ
小孫からテレ東社長を引き継いだ2020年6月は、新型コロナウイルス感染拡大に伴う最初の緊急事態宣言が明けた頃であり、局内においても社員の出社率削減や番組制作体制見直し等の対策が取られた。
そうした状況下で迎えた2020年10月改編では、ロゴマーク変更後の1998年10月にスタートし22年間続いた音楽情報番組『JAPAN COUNTDOWN』が終了。更に2021年4月改編では、平日夜の長寿ニュース番組『ワールドビジネスサテライト』の放送時間を月 - 木曜のみ22時台に繰り上げると共に、23時台にドラマやバラエティなどを編成する改編を行っている。

#### スポーツ中継のリストラ
コロナ禍に加え定額制動画配信サービスの普及も追い風となる中、2022年4月改編では日曜23時30分枠で11年間続いたモータースポーツ番組『SUPER GT+』が打ち切られた他、テレ東が放送してきた以下のスポーツイベント中継が地上波放送されない事態が起こった。
第9代社長髙橋雄一在任中の2015年に地上波での試合中継が復活したテニスの全仏オープンでは、石川就任当年の2020年は日付が変わった時間帯での中継及びダイジェスト放送が多く、翌2021年の大会でも同様だった。しかし2022年以降は再びWOWOWのみのテレビ放送となった為、テレ東は放送権を失った。
全米プロゴルフ選手権では、開催時期が5月に前倒しされた2019年大会から3年連続でテレビ東京系列とBSテレ東で中継を行ってきたが、2022年のテレビ放送はCSのゴルフネットワークのみで、更にDAZNとABEMAでの配信も行われた為、長年続いた地上波及びBSでの中継が途絶えた。その後2023年大会からBS松竹東急が中継するようになった為、テレ東系列はプロゴルフ選手権の放送からも撤退した。
この他、2022年秋のFIFA ワールドカップでは全試合の中継権を獲得することが出来ず、放映権料の高騰が裏目に出る結果となった。

#### 25年ぶりのロゴマーク変更

テレビ東京の現在のステーションロゴ

2022年2月より、テレビ東京社内では若手社員を中心にリブランディング戦略会議が行われ、同局のあるべき姿を再定義した新たな企業理念（バーパスとミッション）を制定。この理念に伴い、第6代社長一木豊在任中の1998年10月から25年間使用された「TV TOKYO」ロゴは、2023年11月13日付をもって「テレ東」ロゴに変更。2024年の開局60周年を新ロゴで迎えることになる。

## 論文
- アジア通貨危機の真相と行方—日本は何を求められているか（日本経済新聞社海外駐在記者帰国座談会）アジアのリーダーとして, 日本は自国経済再建急げ（1998年、日本経済研究センター会報／No.802）